# Morris West
Morris Langlo West AO (26 d'abril de 1916 - 9 d'octubre de 1999) fou un novel·lista i guionista australià, conegut sobretot per les seves novel·les L'advocat del diable (1959), Les sandàlies del pescador (1963) i Els bufons de Déu (1981). Els seus llibres van ser publicats en 27 llengües amb més de 60 milions de còpies venudes arreu del món. Cadascú des llibres publicats després d'esdevenir un escriptor d'èxit va suposar la venda de més d'un milió de còpies.
Els treballs de West prenien sovint com a punt d'interès la política internacional i la funció de l'Església Catòlica Romana en els afers internacionals. Una de les seves obres més conegudes, Les sandàlies del pescador (1963), va descriure l'elecció i papat d'un eslau com a Papa. La seqüela d'aquest llibre, Els bufons de Déu, descriu un Papa posterior al de Las sandàlies del pescador, que dimiteix.

## Biografia
Morris West va néixer en St Kilda, estat de Victòria, Austràlia, i va assistir a la Christian Brothers College (Universitat dels Germans Cristians) de St Kilda. Als catorze anys va ingressar al seminari dels Germans Cristians "com a un agradable refugi" d'una infantesa difícil. Es va graduar a la Universitat de Melbourne el 1937 i va treballar com a mestre a Nova Gal·les del Sud i a Tasmània. Va romandre 12 anys en una residència de l'orde dels Germans Cristians, renovant anualment el vots, però va abandonar l'orde el 1941 sense haver jurat els vots definitius. Aquell any mateix es va casar i es va allistar a la Reial Força Aèria Australiana. La RAAF es va recolzar en ser nomenat per treballar durant un temps per Billy Hughes, exprimer ministre australià. Després d'esdevenir conegut al seu país gràcies a la producció de serials radiofònics, va deixar Austràlia el 1955 per a dedicar-se al treball d'escriptor. Va viure a Àustria, Itàlia, Anglaterra i els Estats Units, retornant finalment a Austràlia el 1980. Al llarg d'aquells anys va ser corresponsal del Daily Mail al Vaticà. El seu fill, C. Chris O'Hanlon, va dir que va celebrar els seus primers 12 aniversaris en 12 països diferents.

## Escriptor
Un tema important de bona part de l'obra de West va tractar una mateixa qüestió: en els casos en què algunes organitzacions utilitzen una violència extrema per aconseguir els seus objectius, quan i en quines circumstàncies és moralment acceptable que els seus oponents responguin amb la violència? Va afirmar en diferents ocasions que les seves novel·les tracten el mateix aspecte de la vida, és a dir, el dilema que apareix tard o d'hora davant una situació de la qual ningú no pot dir-te què n'has de fer.
West escrivia sense fer gairebé revisions dels seus escrits, el seu primer manuscrit acostumava no ser molt diferent de la versió final impresa. Malgrat el fet de ser guanyador de molts premis i de rebre molts doctorats honorífics, del seu èxit comercial i de la seva habilitat com a narrador d'històries, West mai aconseguir l'acceptació de la crítica literària australiana. En l'edició de 1998 de la Història Literària d'Austràlia Oxford es pot llegir: "malgrat la seva popularitat internacional, West ha estat sorprenentment negligit pels crítics literaris australians". L'edició anterior, dirigida per Leonie Kramer, no l'esmentava en absolut.
West va rebre el 1959 el premi James Tait Black Memorial pel llibre L'advocat del diable.A començament de la dècada del 1960, West va ajudar a fundar la Societat Australiana d'Autors, i la va presentar en la Playford Lecture de 1986.
El 1993, West va anunciar que havia escrit el que seria el seu últim llibre, i poc després es va organitzar un sopar de comiat en el seu honor. Tanmateix, en contra del que havia dit, encara va escriure tres novel·les i dos llibres no de ficció més.

## L'última confessió
West va morir sense acabar la seva novel·la The Last Confession (l'última confessió), mentre treballava en els capítols finals de l'obra. La novel·la tracta sobre els judicis i empresonament de Giordano Bruno, qui va ser cremat per heretgia l'any 1600. Bruno era una persona amb la qual West feia temps que simpatitzava i fins i tot s'identificava amb ell. El 1969 hi havia publicat un guió, The Heretic (l'heretge), sobre el mateix tema. El guió va ser escenificat a Londres el 1970. De tots els seus escrits, West va dir que aquest n'era el que més part d'ell tenia a dins. El 1998 va convertir-ho en un llibret d'òpera, musicat per Colin Brumby i encara no escenificat. A començaments de 1999 va estar treballant sobre un guió de pel·lícula del mateix tema. Va escriure The Last Confession en forma de diari, el que Bruno podria haver-hi escrit sabent que s'apropava la seva execució. Així, el diari comprenia el període del 21 desembre de 1599 al 17 febrer de 1600, però West només va poder escriure 14 dies d'aquest període. A la seva mort, West escrivia el dia 4 de gener de 1600, arribant amb això només a la meitat dels dies que havia planejat escriure. Tanmateix, l'últim paràgraf que va escriure va ser poc encoratjador sobre la terminació de l'obra: avui no puc escriure més ... qui sap a quants malsons m'hauré de despertar. West havia tingut diversos atacs cardíacs greus i havia estat sotmès a una cirurgia de doble bypass. Murray Waldren va escriure: "aquest és un llibre escrit per un home que sap que morirà aviat, sobre l'execució d'un home que també està molt propera". La familia de West es va decidir a publicar-ho en 2000, incomplet i sense cap mena d'edició, deixant als lectors lliure d'imaginar com podria haver-hi acabat la història. Conté un pròleg de Thomas Keneally, una nota d'editor del seu editor Angelo Loukakis i un epíleg escrit pel seu ajudant Beryl Barraclough i la seva vídua Joy West.

## Vida personal
Morris West es va casar en primeres núpcies amb Elizabeth Harvey, amb la qual va tenir dos fills: Elizabeth, qui esdevindria monja, i Julian, qui era un viticultor a la seva mort en 2005. Julian i la seva dona, Helen Grimaux, van tenir una filla, Juliana Harriett West.
West i Elizabeth Harvey es van divorciar, i West llavors es va casar amb Joyce "Joy" Lawford. Donat que la seva primera esposa, Elizabeth, encara vivia quan es va casar amb Joy, West va lluitar per una anul·lació de eclesiàstica del seu primer matrimoni. No va poder combregar amb l'Església Catòlica durant molts anys a causa d'aquesta situació, i va tenir importants problemes amb membres de l'església. Tanmateix, ell es considerava un catòlic compromès. Joy West va dir que el seu marit era un creient que assistia a la missa tots els diumenges.
West i Joy va tenir quatre fills. Un d'ells, C. Chris O'Hanlon, nascut el 1954, va canviar el seu nom als 26 anys com a gest d'independència. Després de començar quatre llibres en un intent de fer allò que ell creia que eren les expectatives del seu pare, i després d'haver de tornar els diners rebuts per avançat d'alguns editors, es va adonar que el seu destí no era pas el de ser un escriptor. O'Hanlon, qui pateix d'un desordre bipolar sever, va fundar Spike Wirelss, una empresa de disseny informàtic.
Un altre del fills de Morris West, Mike, és un músic que va treballar amb el grup de música popular del Regne Unit Man from Delmonte des de finals de la dècada del 1980 fins a començaments de la del 1990. Va publicar diversos discs en solitari de música country de Nova Orleans, i especialment conegut per la gira internacional Truckstop Honeymoon.
El fill gran, Anthony "Ant" West, és també músic, amb el grup Futures del Regne Unit.
Morris West va morir als 83 anys el 9 d'octubre de 1999 en Clareville, Nova Gal·les del Sud.

## Reconeixements
Morris West va ser nomenat Membre de l'Orde d'Austràlia el 1985. Va ser més tard ascendit a Oficial del Orde durant els actes de l'aniversari de la Reina, el 1997.

## Obres

### Ficció
- Moon in My Pocket (1945, fent servir el pseudònim "Julian Morris")
- Gallows on the Sand (1956)
- Kundu (1956)
- The Big Story (1957; conegut com The Crooked Road)
- The Second Victory (1958; conegut com a Backlash)
- McCreary Moves In (1958, fent servir el pseudònim "Michael East"; conegut com The Concubine)
- The Devil's Advocate (1959)
- The Naked Country (1960, fent servir el pseudònim "Michael East")
- Daughter of Silence (1961)
- The Shoes of the Fisherman (1963)
- The Ambassador (1965)
- The Tower of Babel (1968)
- Summer of the Red Wolf (1971)
- The Salamander (1973)
- Harlequin (1974)
- The Navigator (1976)
- Proteus (1979)
- The Clowns of God (1981)
- The World Is Made of Glass (1983)
- Cassidy (1986)
- Masterclass (1988)
- Lazarus (1990)
- The Ringmaster (1991)
- The Lovers (1993)
- Vanishing Point (1996)
- Eminence (1998), ISBN 0-7322-6704-8
- The Last Confession (2000, publicat pòstumament), ISBN 0-7322-6595-9

### Serials de ràdio
- The Mask of Marius Melville (1945)[12]
- The Prince of Peace (c1951)[13]
- Trumpets in the Dawn (c1953–54)
- Genesis in Juddsville (c1955–56)[14]

### Guion
- The Illusionists (1955)
- The Devil's Advocate (1961)
- Daughter of Silence (1962)
- The Heretic (1969)
- The World Is Made of Glass (1982)

### De no ficció
- Children of the Sun: The Slum Dwellers of Naples (1957)
- Scandal in the Assembly: A Bill of Complaints and a Proposal for Reform of the Matrimonial Laws and Tribunals of the Roman Catholic Church (1970, amb Robert Francis)
- West, Morris. A View from the Ridge: The Testimony of a Twentieth-century Pilgrim.  Sydney: HarperCollins, 1996. ISBN 0-7322-5757-3.
- West, Morris. Images & Inscriptions - Selected and arranged by Beryl Barraclough.  Sydney: HarperCollins, 1997. ISBN 0-7322-5827-8.

## Altres fonts
- Confoy, Maryanne. Morris West: Literary Maverick.  Milton, Queensland: John Wiley, 2005. ISBN 1-74031-119-1.